# Menhir von Chantecoq

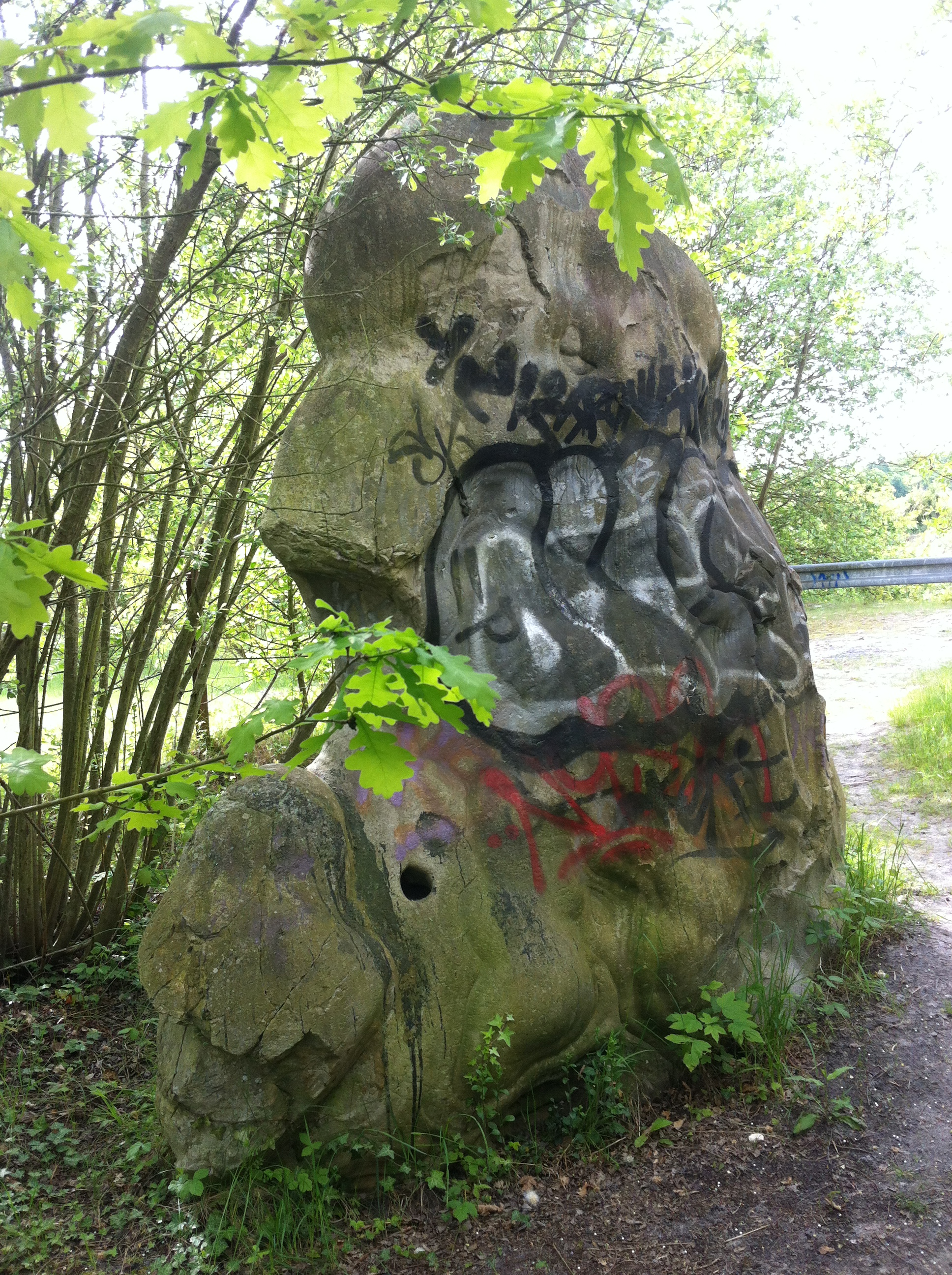
Menhir von Chantecoq

Der durch Sprayer verunstaltete Menhir von Chantecoq (auch La Mère aux Cailles oder La Pierre de Chantecoq genannt) ist ein Menhir im Weiler Pont-sous-Gallardon, südöstlich von Bailleau-Armenonville, nordöstlich von Chartres im Département Eure-et-Loir in Frankreich. Er steht unweit des Polissoirs und des weitgehend zerstörten Dolmens von Chantecoq.
Der als Monument historique eingestufte Stein ist eine abgewitterte und stark zerklüftete etwa 3,0 m hohe Platte aus Konglomerat.